# God’s Gonna Cut You Down
God’s Gonna Cut You Down, znana także jako Run On – folkowa piosenka nieznanego autora nagrana przez wielu artystów reprezentujących różne gatunki muzyczne. Słowa utworu skierowane są do grzeszników i ostrzegają ich, że ostatecznie, niezależnie od tego jak będą od tego uciekali zostaną osądzeni na Sądzie Ostatecznym przez Boga – „Go tell that long tongue liar, / go and tell that midnight rider, / tell the rambler, the gambler, the back biter, / tell ‘em that God’s gonna cut 'em down” (powiedz kłamcy/powiedz oszustowi/powiedz włóczędze, hazardziście i wyzyskiwaczowi/powiedz im, że Bóg ich i tak dopadnie).
Jako „God’s Gonna Cut You Down” utwór ten był nagrany między innymi przez Odettę i Johnny’ego Casha, jako „Run On” piosenkę tę nagrali między innymi Elvis Presley i Moby.
Wersja Casha ukazała się na wydanym pośmiertnie albumie American V: A Hundred Highways i aranżacja tej piosenki różni się znacznie od wcześniej nagranych wersji tego utworu gospel, akompaniament utworu stanowi tylko gitara akustyczna i rytmiczne klaskanie. W czarno-białym teledysku wersji Casha wystąpili między innymi Iggy Pop, Kanye West, Chris Martin, Kris Kristofferson, Patti Smith, Terrence Howard, Flea, Q-Tip, Adam Levine, Chris Rock, Justin Timberlake, Kate Moss, Peter Blake, Sheryl Crow, Dennis Hopper, Woody Harrelson, Amy Lee, Tommy Lee, Dixie Chicks, Mick Jones, Sharon Stone, Bono, Shelby Lynne, Anthony Kiedis, Travis Barker, Lisa Marie Presley, Kid Rock, Jay-Z, Keith Richards, Billy Gibbons, Corinne Bailey Rae, Johnny Depp, Graham Nash, Brian Wilson, Rick Rubin i Owen Wilson. Teledysk zdobył w 2008 roku nagrodę Grammy w kategorii Best short form music video.
Piosenka ta została też wykorzystana w premierowym trailerze gry Splinter Cell: Conviction, oraz w trailerze filmu „Prawdziwe męstwo” w reżyserii braci Coen oraz na początku misji „operacja Łamacz Mieczy” w grze Battlefield 3.